# Migina
Migina är ett vattendrag i Burundi.   Det ligger i provinsen Cankuzo, i den nordöstra delen av landet, 140 kilometer öster om huvudstaden Bujumbura.
I omgivningarna runt Migina växer huvudsakligen savannskog. Runt Migina är det ganska tätbefolkat, med 111 invånare per kvadratkilometer.